# Stylophora kuehlmanni
Stylophora kuehlmanni là một loài san hô trong họ Pocilloporidae. Loài này được Scheer & Pillai mô tả khoa học năm 1983.